# Nick Symmonds
Nick Symmonds (Sun Valley (Idaho), Estados Unidos, 30 de diciembre de 1983) es un atleta estadounidense, especialista en la prueba de 800 m, con la que llegó a ser subcampeón mundial en 2013.

## Carrera deportiva
En el Mundial de Moscú 2013 gana la medalla de plata en los 800 metros, tras el etíope Mohammed Aman y por delante del yibutiano Ayanleh Souleiman (bronce).